# 87-я стрелковая Перекопская Краснознамённая дивизия
87-я стрелковая Перекопская Краснознамённая дивизия (87-я сд) — воинское формирование (соединение, стрелковая дивизия) РККА в Великой Отечественной войне.
Боевой период: 7 сентября 1942 года — 14 сентября 1942 года, 23 ноября 1942 года — 10 сентября 1943 года, 16 октября 1943 года — 20 мая 1944 года, 1 июля 1944 года — 9 мая 1945 года.

## История
Дивизия была сформирована в период с 6 по 15 марта 1942 года в Приморье, в Спасске-Дальнем как «420-я стрелковая дивизия», в составе 1-й Краснознамённой армии Дальневосточного фронта, на основании приказа Ставки ВГК № 55 от 23 февраля 1942 года. С 16 марта по 10 мая 1942 года дивизия проходила доукомплектование и занималась боевой и политической подготовкой. 11 мая 1942 года дивизия передислоцировалась в село Хорольск Уссурийской области, где продолжила занятия по боевой подготовке.
Перед отъездом на фронт ей был присвоен номер «87-я сд» — в честь ранее расформированной 87-й стрелковой дивизии (1-го формирования). Под этим названием дивизия принимала участие в боевых действиях вплоть до присвоения ей почётного наименования «Перекопская», за бои на Перекопе.
11 июля 1942 года отправлена со ст. Евгеньевка, Сантахеза (ДВФ) в резерв СВГК.
31 июля 1942 года дивизия передана на сталинградское направление.
25 сентября 1942 года Ставка Верховного Главнокомандования приказала вывести 87-ю стрелковую дивизию в резерв ВГК, для пополнения и переформирования (погрузка — станция «Лог», с 18.00 26.09.1942, выгрузка — станция «Аркадак»).
29 сентября 1942 года направлена походом в район станции «Захаровка» (80 км юго-зап. Камышина).
7 ноября 1942 года, после пополнения под Камышином, 87-я дивизия была поднята по тревоге, погружена в эшелоны на станции «Авилово», Камышин и переброшена в состав Сталинградского фронта на станцию «Заплавное», Ленинск. Затем дивизия была переброшена в рамках операции «Уран», в район юго-западнее Сталинграда — на Верхнекумские высоты, для отражения атак армии Манштейна, пытавшейся соединиться с армией Паулюса. Передислокацией дивизии занимались И. В. Сталин, Г. К. Жуков (с. 426), А. И. Василевский (с. 243), А. И. Ерёменко (с. 396).
Выдвинутая на автомашинах навстречу фашистам в 50 километрах от фронта окружения немецких войск, 87-я дивизия оказалась вновь на главном направлении удара врага, с задачей не пропустить танки противника. С 15 по 20 декабря 1942 года войска дивизии здесь вели тяжелейшие бои. Ни один танк не прорвался к Сталинграду. В особенности отличился 1378 стрелковый полк под командованием М. С. Диасамидзе. В частности, 24 героя этого полка отразили атаку 80 танков, истребили 18 машин и более 300 фашистов.
К вечеру 18 декабря И. В. Сталин прислал личную телеграмму с выражением гордости за стойкость в бою. Командиру полка М. С. Диасамидзе было присвоено звание Героя Советского Союза. В боях полк потерял почти тысячу человек, но задачу выполнил. Об этих боях подробно повествует в своём романе «Горячий снег», Ю. Бондарев (с. 396—407). Также по этим событиям снят кинофильм «Горячий снег».
Командиром дивизии с начала формирования был полковник, ныне генерал-полковник, Герой Советского Союза А. И. Казарцев. В конце декабря 1942 года в командование дивизией вступил полковник М. С. Эхохин.
24 декабря 1942 года Сталинградский фронт перешёл в наступление против армии Манштейна. На Ростовском направлении выступала и 87-я дивизия. Пройдя с боями путь через Дубовское, Зимовники, Орловскую, Пролетарскую, северные части Сальского, Целинского, Зерноградского районов, штурмовала село Аксай и Ростов-на-Дону в районе Ростсельмаша, далее продвигалась на запад по пустырю, где ныне пролёг в Ростове-на-дону проспект имени В. И. Ленина. Под Мясникованом части сбили вражеский заслон из 30 автомашин с пехотой, освободили Большие Салы, Советку, Политотдельское и 23 февраля 1943 года полностью овладели селом Ряженое на Миус-реке южнее Матвеева-Кургана. Об этом героическом штурме в дивизии была сложена зенитчиком Шифманом П. песня. Путь дивизии по донской земле освещён в книгах Ростиздата: «Нам дороги эти позабыть нельзя», «В боях за Дон», в истории Северо-Кавказского военного округа, а также во всех районных газетах того времени.
Летом 1943 года дивизия вела бои в зоне Антрацитовского, Лутугинского районов юго-восточнее Ворошиловграда (ныне Луганск), а затем вблизи Саур-Могилы в Шахтёрском районе Донецкой области. Здесь погибли: командир дивизии М. С. Эхохин, командиры полков А. П. Ворошухо, В. И. Панов, С. С. Кочебин, многие другие командиры. Дивизия вела наступление через Снежное до Енакиево, приняв участие в освобождении г. Красный Луч, ударом с запада силами 1379 полка. Командовал дивизией в это время Иванов.
После формирования в Лутугинском районе дивизия в сентябре 1943 года была переброшена под Мелитополь и наступала в Таврии с боями через Мелитопольский, Ивановский, Ново-Троицкий, Чаплинский и Каланчакский районы.
В ночь на 3 ноября 1943 года начала штурм Перекопского вала, а к 7 ноября прорвала оборону врага и укрепилась на захваченном плацдарме.
В апреле 1944 года дивизия приняла участие в освобождении Крыма. Она прошла с боями через Красноперекопский, Первомайский, Сакский, Симферопольский, Бахчисарайский районы, одной из первых под командованием Г. П. Куляко ворвалась в бухту Южную, Корабельную сторону, заняла вокзал и вышла к знаменитой Севастопольской панораме.
За бои на Перекопе дивизия получила почётное наименование «Перекопская», а за штурм Севастополя была награждена орденом Красного Знамени, стала Краснознамённой в числе 4 соединений, награждённых этим орденом. В боях за Севастополь погибли: заместитель командира дивизии В. М. Ковтун, командующий артиллерией И. К. Бондарь, командир 1378 полка Г. Ф. Быков, многие командиры и солдаты.
После боёв в Крыму дивизия провела тяжелейшие бои в Прибалтике за Шауляй, Ауце, Бене, Жагаре, Добеле, в районе Акмян, прикрыла от врага Ионишкис, отразила многочисленные танковые атаки противника. За подвиг, совершённый под Шауляем, геройский Верхнекумский 1378 полк получил почётное наименование Шауляйского, а другие полки стали краснознамёнными. 1378 полк, как и под хутором Верхнекумский, удержал позиции под Ауце, не пустил врага на восток. Оказавшись в окружении, 1379 полк совершил коллективный подвиг, выйдя из окружения в районе Жагаре. В боях погибли: Герой Советского Союза командир 1379 полка М. М. Халявицкий, командир 1378 полка Е. В. Макаров и многие другие командиры и солдаты. Об этих боях вспоминает в своей книге И. Х. Баграмян (с. 339—419 во втором томе). Подробное описание боёв дано в истории Прибалтийского военного округа.
В октябре началось наступление на Мемельском направлении. 87-я дивизия прошла с боями через Заулиский, Акмянский, Тельшяйский, Плунгенский районы и заняла оборону в районе Скоудаса. В схватке со врагами здесь погибли: командир 1382 полка В. В. Батаев, командир 1058 артполка Н. К. Цебенко. Как и М. М. Халевицкий, они похоронены в Добеле.
В районе Скоудаса, заперев выход противнику в Восточную Пруссию, дивизия провела тяжелейшие бои в районе Лянкомая, и Скуодаса, на реке Барте и 23 февраля 1945 года приняла участие в штурме врага в г. Приекуле под Лиепаей, выйдя в район с. Бунка, а затем и к морю.
День Победы дивизия ознаменовала пленением двух дивизий противника из курляндской группировки.
За время войны 12 549 воинов было награждено орденами и медалями. На боевом счету дивизии около 66 тысяч уничтоженных фашистов, 675 танков, самоходных установок и бронетранспортёров, 23 самолёта, 606 орудий, 813 миномётов, 3553 пулемётные точки и много другой техники. Дивизия, её героические воины внесли свой достойный вклад в дело великой Победы.
Успеху военных действий дивизии во многом способствовала хорошо налаженная партийно-политическая работа, которой руководил вначале комиссар, а затем начальник политотдела дивизии полковник Т. Н. Антонов. В дивизии был хорошо налаженный партполитаппарат, крепкие партийные организации в полках, батальонах и ротах. Хорошо работали комсомольские организации. За время войны было принято в ряды партии более 4000 героев боёв. Столько же было принято и в комсомол. Большую роль в налаживании партполитработы сыграли политработники А. Я. Островский, И. С. Судорогин, М. М. Бредов, И. М. Кулемза, В. Д. Теленков, В. Клипачев и другие. Популярностью в дивизии пользовалась газета дивизии «Вперёд на врага».
Многие факты из боевой истории 87-й стрелковой дивизии описаны в разных книгах: Лебедев И. В. «В огне рождённые, в боях закалённые», Наводкин А. П. «Легендарная 87 стрелковая дивизия». О боевом пути и подвигах воинов 87-й Перекопской Краснознамённой стрелковой дивизии вспоминает и Р. Г. Латыпов (материалы и информация из личного архива ветерана, а также сведения, ранее предоставленные им и его фронтовыми друзьями для Музея Боевой Славы школы № 3 г. Уфы — radi-zhizni.blogspot.com).
После боевых действий в Прибалтике дивизия была перебазирована на Урал, под Свердловск в 1945 году и готовилась там к боям против японских самураев. Но дело победы над милитаристской Японией обошлось без её участия, и в 1947 году она была расформирована.

## Состав
- 1378-й стрелковый полк
- 1379-й стрелковый полк
- 1382-й стрелковый полк
- 1058-й артиллерийский полк
- 448-й отдельный истребительно-противотанковый дивизион
- 226-й отдельная разведывательная рота
- 357-й отдельный сапёрный батальон
- 926-й отдельный батальон связи (447-я отдельная рота связи)
- 523-й медико-санитарный батальон
- 235-я отдельная рота химической защиты
- 573-я автотранспортная рота
- 484-я полевая хлебопекарня
- 597-й дивизионный ветеринарный лазарет
- учебно-стрелковый батальон
- 1870-я полевая почтовая станция
- 1189-я полевая касса Государственного банка[6][1]

## Подчинение
| На дату    | Фронт (округ)                                  | Армия                 | Корпус                                     |
| ---------- | ---------------------------------------------- | --------------------- | ------------------------------------------ |
| 01.03.1942 | Дальневосточный фронт                          | 1-я армия             | -                                          |
| 01.06.1942 | Дальневосточный фронт                          | 1-я армия             | 26-й стрелковый корпус                     |
| 01.08.1942 | Сталинградский фронт                           | Фронтовое подчинение  | -                                          |
| 01.09.1942 | Юго-Восточный фронт                            | 62-я армия            | -                                          |
| 01.10.1942 | Донской фронт                                  | Фронтовое подчинение  | -                                          |
| 01.11.1942 | Резерв ставки ВГК                              | 10 Резервная армия    | -                                          |
| 01.12.1942 | Сталинградский фронт                           | Фронтовое подчинение  | -                                          |
| 01.01.1943 | Южный фронт                                    | 51-я армия            | -                                          |
| 01.07.1943 | Южный фронт                                    | 51-я армия            | 54-й стрелковый корпус                     |
| 01.09.1943 | Южный фронт                                    | 5-я ударная армия     | 55-й стрелковый корпус                     |
| 01.10.1943 | Резерв ставки ВГК                              | 58-я армия            | 67-й стрелковый корпус                     |
| 01.11.1943 | 4-й Украинский фронт                           | 51-я армия            | 55-й стрелковый корпус                     |
| 01.03.1944 | 4-й Украинский фронт                           | 2-я гвардейская армия | 55-й стрелковый корпус                     |
| 01.06.1944 | Резерв ставки ВГК                              | 51-я армия            | 1-й гвардейский стрелковый корпус          |
| 01.07.1944 | 1-й Прибалтийский фронт                        | 51-я армия            | 1-й гвардейский стрелковый корпус          |
| 01.08.1944 | 1-й Прибалтийский фронт                        | 51 А                  | 63-й стрелковый корпус (2-го формирования) |
| 01.11.1944 | 1-й Прибалтийский фронт                        | 51-я армия            | 10-й стрелковый корпус                     |
| 01.01.1945 | 1-й Прибалтийский фронт                        | 51-я армия            | 63-й стрелковый корпус (2-го формирования) |
| 01.04.1945 | Ленинградский фронт (Курляндская группа войск) | 51-я армия            | 63-й стрелковый корпус (2-го формирования) |
| 01.05.1945 | Ленинградский фронт (Курляндская группа войск) | 51-я армия            | 63-й стрелковый корпус (2-го формирования) |

## Командиры
- Казарцев, Александр Игнатьевич (08.03.1942 — 27.12.1942), полковник.
- Эхохин, Михаил Сергеевич (28.12.1942 — 02.08.1943), подполковник, полковник.
- Иванов, Георгий Степанович (05.08.1943 — 01.05.1944), подполковник, полковник.
- Куляко, Георгий Петрович (02.05.1944 — ??.07.1946), полковник, генерал-майор.

## Награды и наименования
| Награда (наименование)              | Дата                | За что награждена |
| ----------------------------------- | ------------------- | --- |
| Почётное наименование «Перекопская» | 24 апреля 1944 года | присвоено приказом Верховного Главнокомандующего № 0102 от 24 апреля 1944 года за отличие в боях за прорыв сильно укреплённой обороны противника на Перекопском перешейке и овладение городом Армянск.      |
| Орден Красного Знамени              | 24 мая 1944 года    | награждена указом Президиума Верховного Совета СССР от 24 мая 1944 года за образцовое выполнение заданий командования в боях за освобождение города Севастополя и проявленные при этом доблесть и мужество. |

Награды частей дивизии:
- 1379-й стрелковый Краснознаменный[10] полк

## Отличившиеся воины
- Бондарь, Иван Калистратович, подполковник, командующий артиллерией дивизии.
- Диасамидзе, Михаил Степанович, подполковник, командир 1378-го стрелкового полка.
- Протвинь, Иван Степанович, ефрейтор, наводчик противотанкового ружья 1379-го стрелкового полка.
- Халявицкий, Максим Михайлович, майор, командир 1379-го стрелкового полка.
- Ткаченко, Анатолий Акимович, младший сержант, командир расчёта 76-мм пушки 1379 стрелкового полка[11].